# Aristolochia oblongata
Aristolochia oblongata là một loài thực vật có hoa trong họ Aristolochiaceae. Loài này được Jacq. mô tả khoa học đầu tiên năm 1797.